# Tierra de Peñaranda
La Tierra de Peñaranda (también conocida como Campo de Peñaranda) es una comarca de la provincia de Salamanca, en Castilla y León, España. Sus límites no se corresponden con una división administrativa, sino con una demarcación histórico-tradicional.

## Geografía
La comarca presenta una orografía plana con altitudes que van desde los 800 a los 900 m y pendientes del 1 % o 2 %. La red hidrográfica está formada por afluentes del Tormes. Entre ellos destacan el Almar, el Guareña y el Margañán, con acuíferos extensos y una laguna esteparia, la de Los Lavajares.

### Demarcación
Comprende 25 municipios: Alaraz, Alconada, Aldeaseca de la Frontera, Bóveda del Río Almar, Cantaracillo, El Campo de Peñaranda, Macotera, Malpartida, Mancera de Abajo, Nava de Sotrobal, Paradinas, Peñaranda de Bracamonte, Rágama, Salmoral, Santiago de la Puebla, Tordillos, Ventosa, Villar de Gallimazo y Zorita de la Frontera, a los que hay que sumar Cantalapiedra, Cantalpino, Palaciosrubios, Poveda de las Cintas, Tarazona de Guareña y Villaflores, que también pertenecen a esta demarcación, pero dentro de la subcomarca de Las Guareñas.
Se considera a Peñaranda de Bracamonte como el centro neurálgico o capital del territorio.
Limita con las provincias de Zamora y Valladolid al norte, con la Tierra de Alba, Las Villas y La Armuña al oeste y con la provincia de Ávila al este y al sur.
| Noroeste: La Armuña      | Norte: La Guareña (Zamora) y Tierra del Vino (Valladolid) | Nordeste: La Moraña (Ávila)       |
| Oeste: Las Villas        |                                                           | Este: Comarca de Ávila (Ávila)    |
| Suroeste: Tierra de Alba | Sur: Comarca de Ávila (Ávila)                             | Sureste: Comarca de Ávila (Ávila) |

## Economía

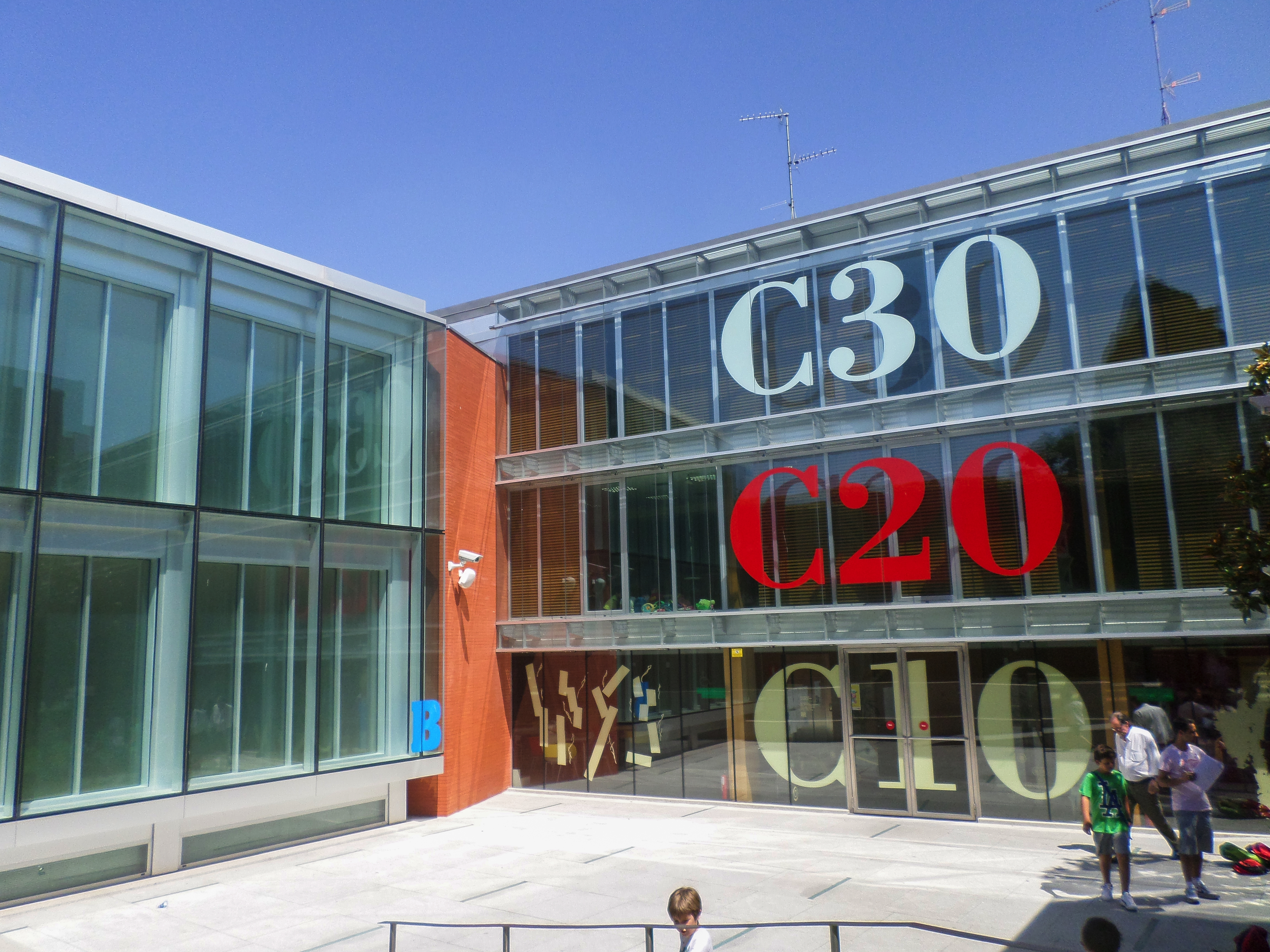
Centro Internacional de Tecnologías Avanzadas para el Medio Rural situado en Peñaranda de Bracamonte

Esta comarca es la de mayor especialización agraria dentro de la provincia. La densidad de tierras de cultivo es superior al 75% en prácticamente todos los municipios, a excepción de Alaraz y Malpartida, y es que es precisamente en estos pueblos donde se establece la mayoría de la actividad ganadera de esta comarca, actividad que aunque no destaca demasiado presenta un crecimiento muy importante en los últimos años.
Del alrededor de 90 000 hectáreas de superficie que posee la Tierra de Peñaranda, apenas unas 7000 se destinan a prados o bosques mientras que aproximadamente unas 12 000 se dejan cada campaña en barbecho o son tierras no ocupadas, lo que deja para el cultivo alrededor de 71 000 hectáreas. No obstante, resulta curioso que sea la única zona de la provincia donde la superficie cultivada se ha reducido ligeramente en los últimos diez años (unas 1000 hectáreas), lo que indica que se han abandonado algunas zonas marginales con baja productividad.
Por tanto la comarca es una zona enmientente agrícola con predominio del cereal y las patatas, lo que se refleja en el tipo de industria agroalimentaria predominante. Las más numerosas e importantes se dedican a la fabricación de pan o bollería, reflejo de la tradición repostera de la zona. También existen actividades como la clasificación de cereales, secaderos de grano y almacenes de patatas. Las vinculadas a la ganadería, menos en número, se concentran en Alaraz y Villar de Gallimazo, que albergan mataderos frigoríficos y salas de despiece.
De entre los 25 municipios de la comarca, las empresas de estos sectores destacan principalmente en Peñaranda de Bracamonte como capital comarcal, Macotera y Alaraz. El resto se reparte en Cantalapiedra, Cantalpino, Palaciosrubios, Paradinas de San Juan, Tordillos, Aldeaseca de la Frontera y Tarazona de Guareña. Los empleos directos creados por éstas, más allá de las empresas familiares, ronda los 150 y la mayoría corresponden a «El Hinojal Sociedad Cooperativa», «Dulca SL» y «Jaem S.A.».

### Panificación y bollería
Son ocho las empresas que se dedican a esta actividad, de las cuales 5 se encuentran en Peñaranda: «Dulca SL», cuya producción se distribuye en toda España y algunos países de la Unión Europea como Alemania, «Yuca Sociedad Cooperativa Limitada» y «Dulp. Sociedad Cooperativa», además de otras dos pequeñas confiterías de gran prestigio. En Paradinas de San Juan se encuentra «El Hinojal», otra importante empresa del sector, cuyo tamaño contrasta con el pequeño pero reconocido obrador de las Madres Clarisas de Cantalapiedra.

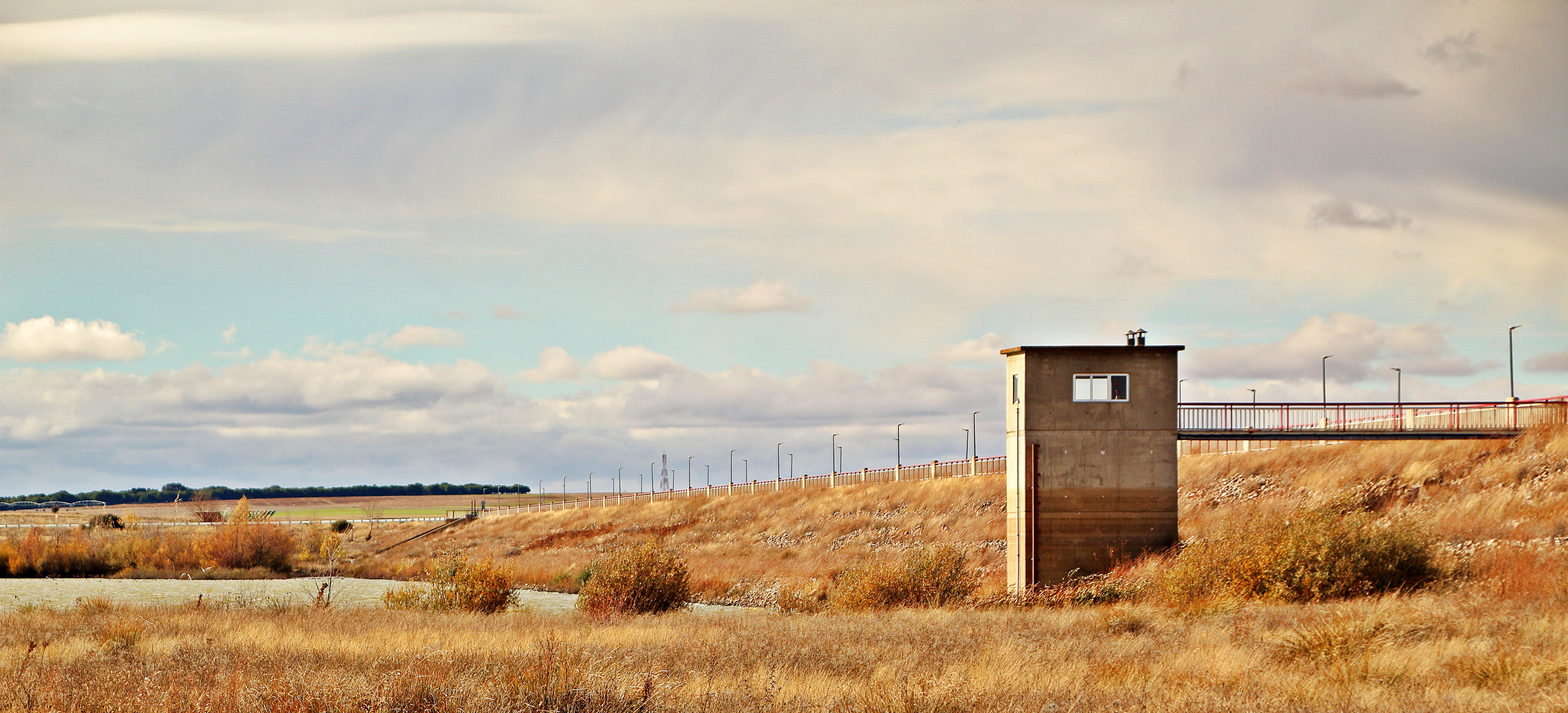
Azud de Río Lobos

### Agricultura
En prácticamente todos los municipios la densidad de tierras de cultivo es superior al 75 %. Según el Ministerio de Agricultura, Alimentación y Medio Ambiente los cultivos herbáceos ocupaban en el año 2004 una superficie de 61 421 hectáreas, lo que representa alrededor del 80% de las tierras de cultivo de la comarca. En torno a un 70% se trata de cebada y trigo aunque también tienen cierta presencia la avena, el girasol, la remolacha azucarera, el centeno, el maíz y la patata de media estación y tardía, con porcentajes de ocupación que oscilan en torno al 4% cada uno.
Los cultivos cerealistas y de patatas han propiciado la constitución de varias cooperativas agrícolas en la comarca que se dedican, por un lado, a la clasificación y secado de grano, y por otro, al lavado y almacenaje de patata. Entre las primeras, destaca la «Cooperativa Regional Agropecuaria», situada en Peñaranda de Bracamonte, la «Sociedad Cooperativa Macotera», situada en la localidad del mismo nombre, y la «Cooperativa Agrícola San Isidro», situada en Palaciosrubios. Respecto al oficio de las patatas, la cooperativa más importante es la de Arampino, en Cantalpino y es que además es también en este municipio donde existen otras empresas privadas con almacenes de manipulación y comercialización de este tubérculo.

### Industria cárnica

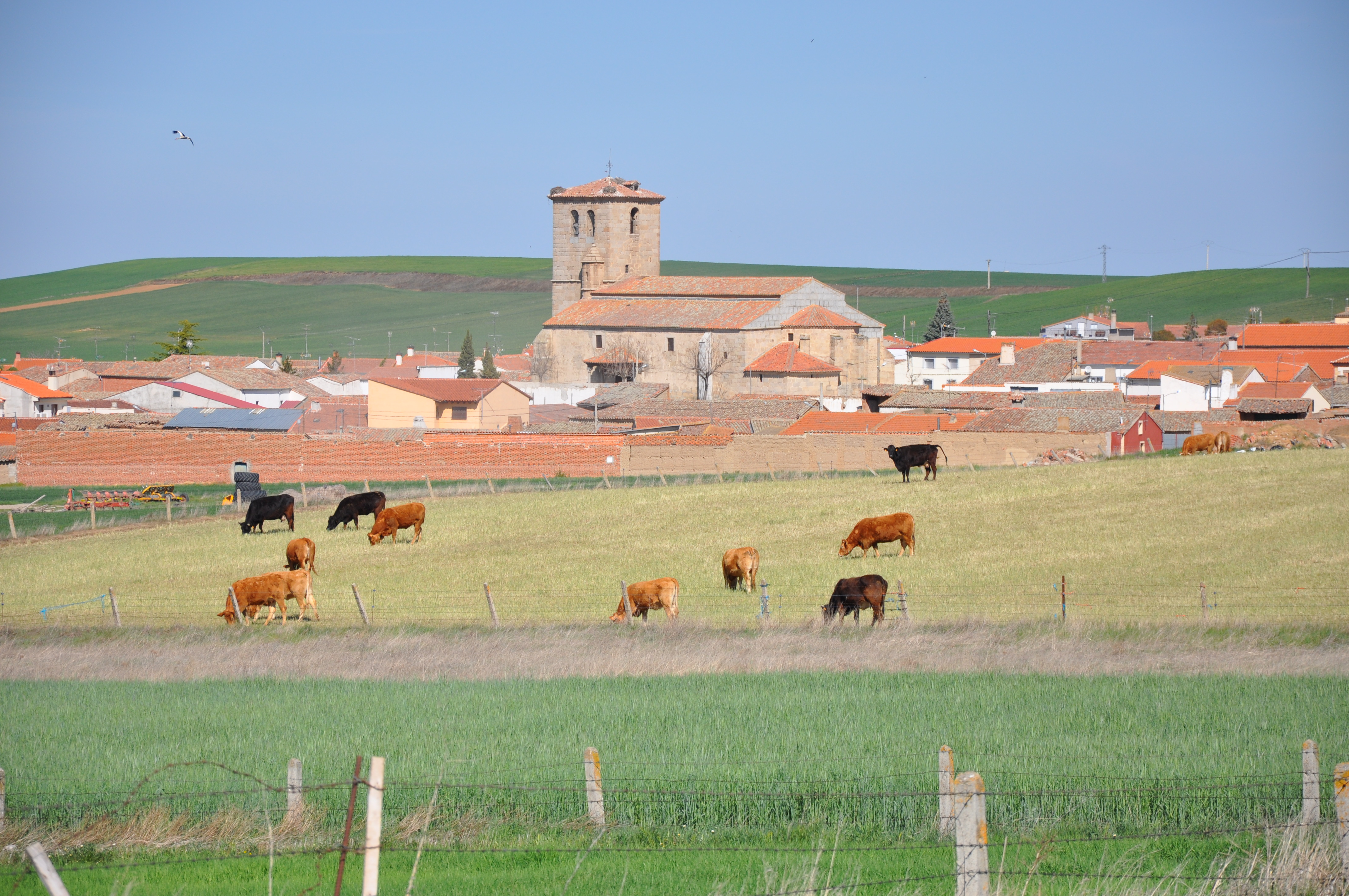
Ganadería en Mancera de Abajo

Los municipios de Alaraz y Villar de Gallimazo concentran la práctica totalidad de la escasa industria cárnica de la comarca. En Alaraz se encuentra un matadero frigorífico («Celso Blázquez, SL»), una sala de despiece («Sucesores de José Perez SL») y una fábrica de embutidos mientras en Villar de Gallimazo está «Jaem SA», un matadero frigorífico de cierta entidad que da empleo a una veintena de personas. Del resto de la comarca destaca la fábrica de conservas cárnicas «Coeynco», en Peñaranda de Bracamonte.

### Otros
Otras actividades a destacar son los tres lavaderos de lana ubicados en Macotera («Adolfo García Blázquez», «Garcilanas SA» y «Ramón Cuesta SL») y la factoría de «Harinas Peñaranda, SA» en la localidad del mismo nombre. En 2006 se estableció en la capital comarcal el Centro Internacional de Tecnologías Avanzadas para el Medio Rural, una apuesta de la Fundación Germán Sánchez Ruipérez por la implantación de la Sociedad de la Información y el Conocimiento en el medio rural a través de la cualificación de recursos humanos, el acceso a los flujos de información y la generación de servicios tecnológicos aplicados a la educación, la formación continua, la administración local, la cultura, la igualdad y la democracia.

## Demografía
| Gráfica de evolución demográfica de Tierra de Peñaranda entre 1900 y 2016                                                                                      |
| |
| Población de derecho (1900-1991) o población residente (2001) según los censos de población del INE Población según el padrón municipal de 2011 Y 2016 del INE |

Como en todas las comarcas salmantinas y, en general, las de todo el interior español, concretamente en Castilla y León, se lleva dando un continuo proceso de despoblación, que se inició en los años 60, con la emigración de los pueblos a las ciudades. En la comarca de la Tierra de Pereñanda se registra un censo superior al de otras comarcas al ser su capital, Peñaranda de Bracamonte, un importante núcleo urbano, además de por su cercanía a Salamanca.

## Administración y política

Mancomunidad Margañán.
Mancomunidad de Peñaranda.
Mancomunidad Zona de Cantalapiedra y Las Villas.

Estas tierras se organizan administrativamente en tres mancomunidades o asociaciones libres de los municipios de la comarca que debido su pequeño tamaño y por tanto, a su poca capacidad operativa eficiente, delegan en éstas parte de las funciones o competencias que la ley les atribuye, al objeto de que se presten conjuntamente para todos sus miembros.
Hablamos de la Mancomunidad de Peñaranda con capital en Peñaranda de Bracamonte, la Mancomunidad Margañán al sur, con capital en Macotera y la Mancomunidad Zona de Cantalapiedra y Las Villas al norte, con capital en Villoria y que agrupa a gran parte de los municipios de la subcomarca de la Tierra de Cantalapiedra y de la vecina comarca de Las Villas.

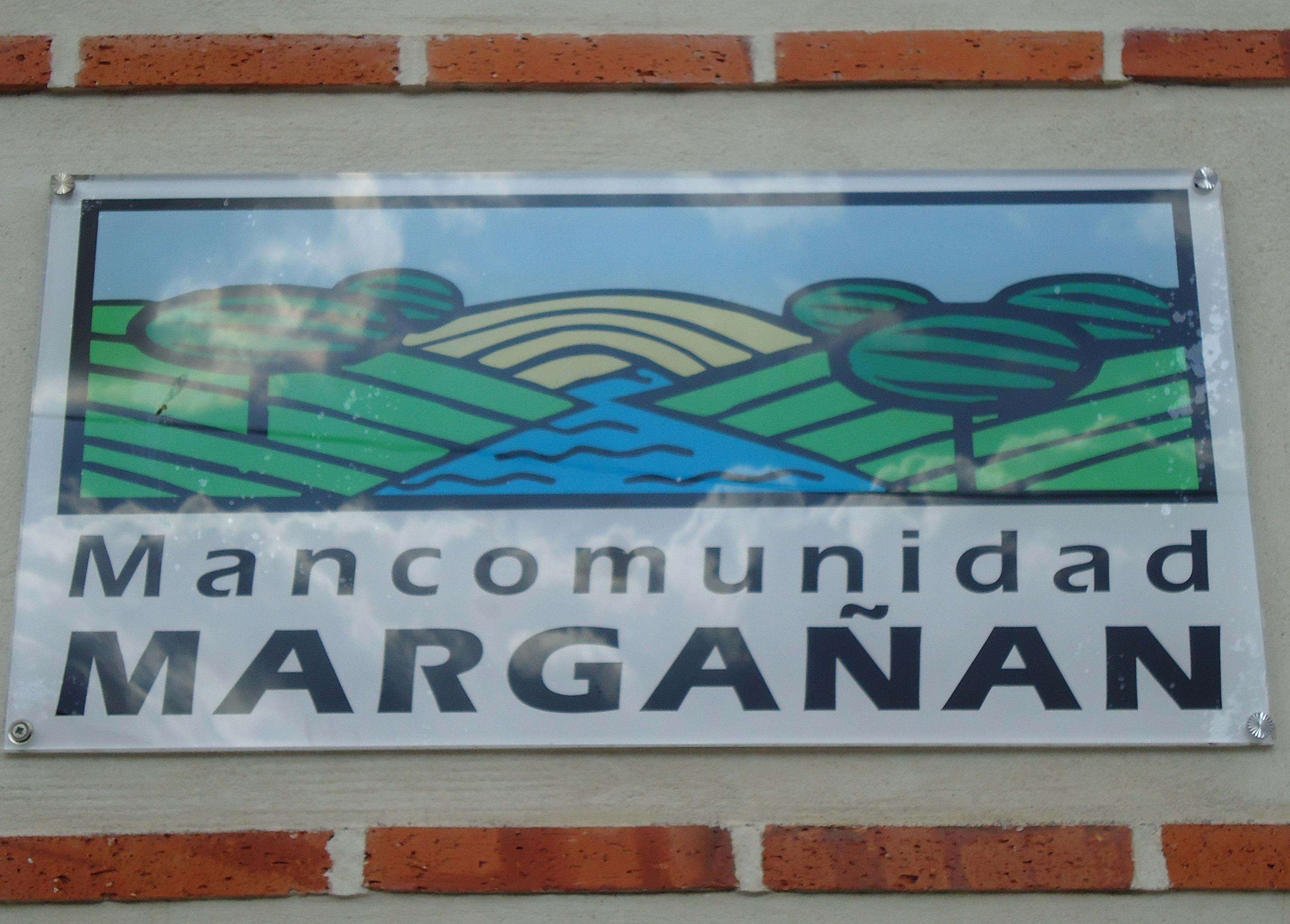
Logo de la Mancomunidad Margañán, en la sede de Macotera

Entre algunas de sus competencias figuran la recogida y el tratamiento de residuos sólidos urbanos, el asesoramiento de la gestión urbanística, el mantenimiento de redes de alumbrado público, abastecimiento de agua y alcantarillado o la conservación, creación y mejora de caminos agrícolas.

## Historia
La fundación de la mayoría de localidades de la comarca se remonta a la repoblación efectuada por los reyes de León en la Edad Media, quedando integradas la mayor parte de ellas en las jurisdicciones de Salamanca y de Alba de Tormes, ambas dentro del Reino de León. Al ser una zona fronteriza entre los reinos de León y de Castilla, nos encontramos con que dos localidades de la comarca, Zorita y Aldeaseca, se denominan «de la Frontera». Como nacimiento de la comarca puede considerarse la creación del partido judicial de Peñaranda de Bracamonte con el trazado de las actuales provincias en 1833, quedando encuadrado el mismo en la provincia de Salamanca, dentro de la Región Leonesa.